# Leberecht Maass
Leberecht Maass (Korkenhagen, 24 novembre 1863 – Battaglia di Helgoland, 28 agosto 1914) è stato un ammiraglio tedesco, che al comando del II. Aufklärungsgruppe della Hochseeflotte, e alzando la sua insegna sull'incrociatore leggero Köln, impegnò combattimento contro la flotta britannica durante la Battaglia di Helgoland (28 agosto 1914).

## Biografia

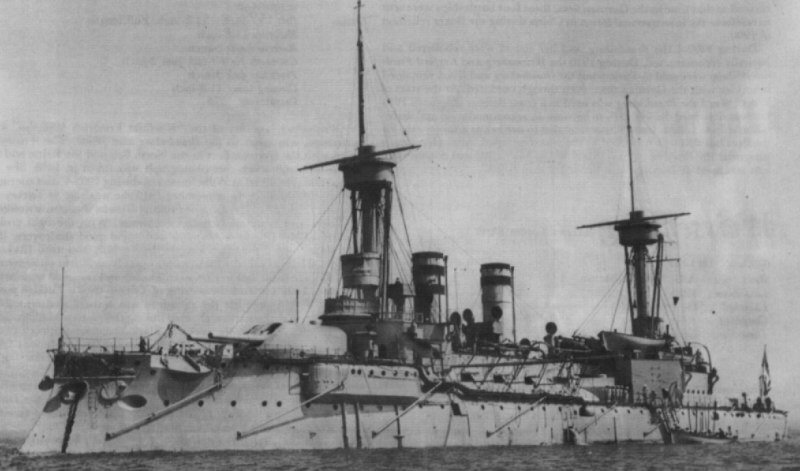
La nave da battaglia Weissenburg.

Nacque a Korkenhagen, in Pomerania, il 24 novembre 1863. Nel 1883 si arruolò nella Kaiserliche Marine in qualità di cadetto. Tra il 1893 e il 1895 fu comandante di torpediniere, e di flottiglia tra il 1898 e il 1901, e del dipartimento siluri tra il 1903 e il 1906.
Tra l'ottobre 1906 e il marzo 1908 fu direttore della scuola navale (Marineakademie und -schule) di Kiel, venendo promosso Kapitän zur See il 7 marzo 1908. Fu comandante dall'incrociatore protetto Freya tra l'aprile 1908 a il marzo 1909, dell'incrociatore corazzato Scharnhorst, tra i marzo 1909 e il giugno 1910 e la nave da battaglia Weissenburg dall'agosto al settembre 1910.
Nell'ottobre 1910 assunse il comando della II. Werftdivision, posizione che occupò fino al settembre 1913, quando divenne terzo in comando delle navi da ricognizione (Aufklärungsschiffe), incarico che ricoprì fino al febbraio 1914 alzando la sua insegna sull'incrociatore leggero Köln. Il 9 dicembre 1913 fu elevato al rango di contrammiraglio, e il 1 marzo 1914 fu nominato vicecomandante delle navi da ricognizione (o navi da scoperta).
Allo scoppio della prima guerra mondiale assunse l'incarico di comandante (Führer) delle navi da ricognizione. Navigò a bordo della sua nave ammiraglia, l'incrociatore Köln, al largo di Schillig, dal 1 al 7 agosto 1914, e partecipò ai combattimenti nel Mare del Nord tra il 12 e il 15 agosto 1914.

### La battaglia di Helgoland

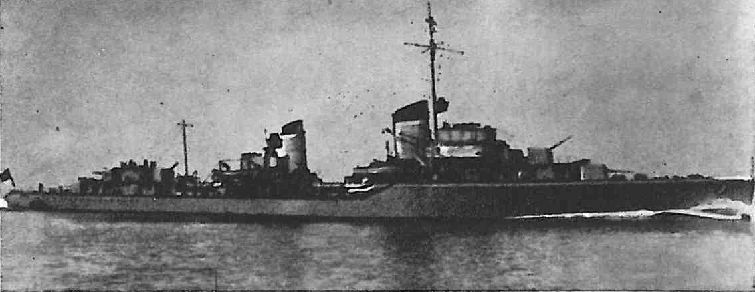
Il cacciatorpediniere Z1 Leberecht Maass.

Al mattino del 28 agosto la Harwich Force, al comando del commodoro Reginald Tyrwhitt, composta degli incrociatori Arethusa, e Fearless, e da 28 cacciatorpediniere attaccò, su ordine del viceammiraglio David Beatty, le unità tedesche di pattuglia la largo di Helgoland.  Dietro di essi navigavano di supporto, a circa 25 miglia, cinque incrociatori da battaglia, cinque incrociatori corazzati, 6 incrociatori leggeri (commodoro William Goodenough), alle dirette dipendenze di Beatty, il quale aveva posizionato per difendere le sue navi durante una eventuale ritirata 8 sommergibili.
Le navi britanniche furono avvistate dal cacciatorpediniere G 194, di pattuglia a 25 miglia a est di Helgoland, che diresse subito verso l'isola avvertendo via radio il comandante del 2. Aufklärungsgruppe, contramiraglio Maas, da cui dipendevano i 9 cacciatorpediniere assegnati alla sua difesa.  Maass informò subito il comandante della Forza di esplorazione della Hochseeflotte (flotta d'alto mare), e delle difese di Helgoland, contrammiraglio Franz von Hipper, il quale, non conoscendo le reali dimensioni dell'attacco nemico incaricò gli incrociatori leggeri Frauenlob e Stettin di andare incontro alle navi inglesi per difendere i cacciatorpediniere, ordinando quindi a Maas di salpare da Wilhelmshaven con il Köln, lo Strassburg e l'Ariadne. Le navi di Maass dovevano ricongiungersi con l'incrociatore Mainz che arrivava da un'altra direzione, ed esse sarebbero state rinforzate con il successivo arrivo degli incrociatori Stralsund,  Kolberg, Danzig e München. Con l'arrivo delle primi due incrociatori tedeschi, il Frauenlob e lo Stettin, i cacciatorpediniere britannici vennero costretti a ripiegare verso le navi di Tyrwhitt, che però riuscì a danneggiare il Frauenlob tanto da costringerlo a ripiegare verso Wilhelmshaven, e affondò il cacciatorpediniere V 187. Anche l'Arethusa aveva subito danni alle caldaie, e fu soccorso del Fearless. Beatty aveva seguito gli eventi via radio a circa 65 km a nord-ovest e decise di intervenire. Alle 11:30 i due incrociatori di Tyrwhitt avvistarono il Mainz impegnando combattimento, ma l'arrivo di quattro incrociatori appartenenti allo squadrone di Goodenough fece fuggire il Mainz, che fu subito inseguito e successivamente affondato alle 12:10.  Arrivato in zona con i suoi tre incrociatori Maas attaccò subito le navi inglesi, ma l'improvviso arrivo dei 5 incrociatori da battaglia di Beatty cambiò radicalmente la situazione. I cannoni da 305 mm delle navi inglesi affondarono il Köln alle 13:10, mentre l'Ariadne, danneggiato irreparabilmente, colò a picco alle 15:00. Maass perse la vita durante il combattimento, insieme ad altri 483 ufficiali, sottufficiali e marinai del Köln.
Il suo corpo fu successivamente recuperato, e le spoglie mortali inumate nel Vecchio cimitero di Saint-Matthieu, a Berlino.
La Kriegsmarine lo ha onorato intitolandogli un cacciatorpediniere, lo Z1 Leberecht Maass. Inoltre una caserma della Torpedostation di Mürwik porta il suo nome.

### Annotazioni
1. ↑  Mentre ricopriva questo incarico, tra l'agosto e il settembre 1912 comandò la nave da battaglia Elsass.
2. ↑  Su cui alzava la sua insegna il commodoro Tyrwhitt.
3. ↑  Di tutti gli uomini dell'equipaggio vi fu un solo sopravvissuto, il fuochista Adolf Neumann.

### Fonti
1. 1 2 3 4  Bradley, Hildebrand, Henriot 1989, pp. 415-416.
2. 1 2  Goldrick 2015, p. 76.
3. 1 2 3  World War 1.
4. 1 2 3 4 5  World War 1.
5. 1 2 3 4  World War 1.